# Dammen in de Brielse Maas
In de voormalige Brielse Maas zijn twee dammen aangelegd:
- De Brielse Maasdam werd aangelegd in 1950 met als doel het afdammen van de Brielse Maas.

- De Brielse Gatdam werd aangelegd in 1966. Hiermee werd het Oostvoornsemeer gecreëerd. Deze dam is een natuurgebied.